# Григорій Турський
Григо́рій Ту́рський  (лат. Gregorius Turonensis, фр. Grégoire de Tours, 30 листопада 538 (539) року, Клермон — листопад 593 (594) року, Тур) — єпископ Туру і знаменитий франкський історик VI століття: прозваний «батьком французької історії».

## Біографія
Георгій Флоренцій (його мирське ім'я), що прийняв у священстві ім'я Григорій, народився 30 листопада 538 (539) року у знатній галло-римській сім'ї. Через ранню втрату батька, його спочатку виховував дядько Галл, єпископ Клермонський, пізніше Георгія виховував священик Авіт. Рід його належав до вищого сенаторського стану. Багато хто із членів цього роду посідав єпископські кафедри, про що Григорій не раз згадує у своїх творах. Так його дядько по батькові Галл був Клермонським єпископом, дід по матері Григорій — лангрським єпископом, двоюрідний дядько Ніцетій — ліонським єпископом. Самому Григорію у 573 році за велінням короля Сігіберта І дісталося одне з найважливіших у Франкському королівстві — Турське єпископство, що зажило особливої слави, бо там зберігалися мощі шанованого галльського святого Мартіна Турського. За своїм походженням, а також як впливовий єпископ, Григорій належав до правлячих верхів і був близький до членів королівського дому. Але в той час у Франкському королівстві йшли постійні міжусобні війни і його походження і сан не гарантували йому повної безпеки. 576 року Тур був захоплений ворогом Сігіберта І Хільперіком І, який одразу спробував позбутися єпископа Григорія. Новий правитель також любив богословствувати і втручатися до справ церкви, що Григорію дуже не подобалося. Був зібраний спеціальний помісний собор для суду над Георгієм, в якому правитель Тура звинуватив Григорія в державній зраді і вбивстві королеви Фредегунди. Але Григорій був оправдований, а у 584 році Хільперік помер; його наступники герцог Бургундії Гунтрам, а пізніше Хільдеберт ІІ, відносились до єпископа спокійно. Помер Григорій Турський в листопаді 593 (594) року.

## Літературний доробок

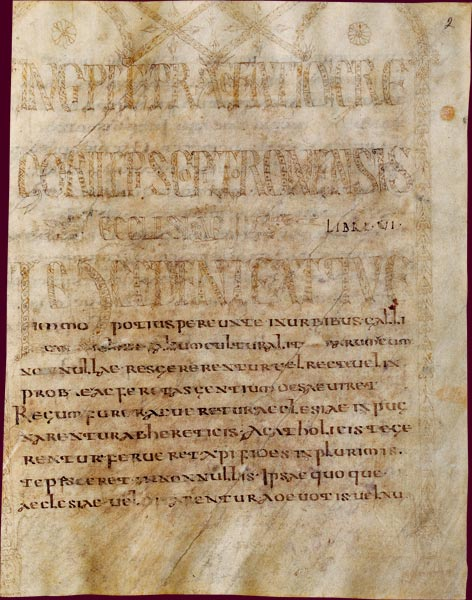
Grégoire de Tours, Histoire des Francs, «Історія Франків»

Григорій Турський залишив після себе багату літературну спадщину, більша частина якої дійшла до нашого часу. Через падіння Римської імперії справжньої класичної освіти він уже здобути не міг. Традиція літературної латинської мови втратилася, і Григорій, хоча і знав деяких римських письменників, але писав розмовною латиною, загальновживаною серед галло-римлян, що становили основну масу населення по Луарі і навколо Тура. Таким чином, мова його праць була зрозуміла всім сучасникам. Основним його твором є «Історія франків», над якою він працював близько 20 років (від 573 року, коли посів турську кафедру і до самої смерті), неодноразово переробляючи. В первісному вигляді ця праця, мабуть, мала назву «Десять книг історії» («Decen libri historiarum»). Саме так назвав свій твір автор у кінці роботи (книга X, розділ 31). Проте видавнича традиція ще від XVI століття закріпила за ним назву «Історія франків» («Historia Francorum»), під якою він відомий сучасній історіографії.

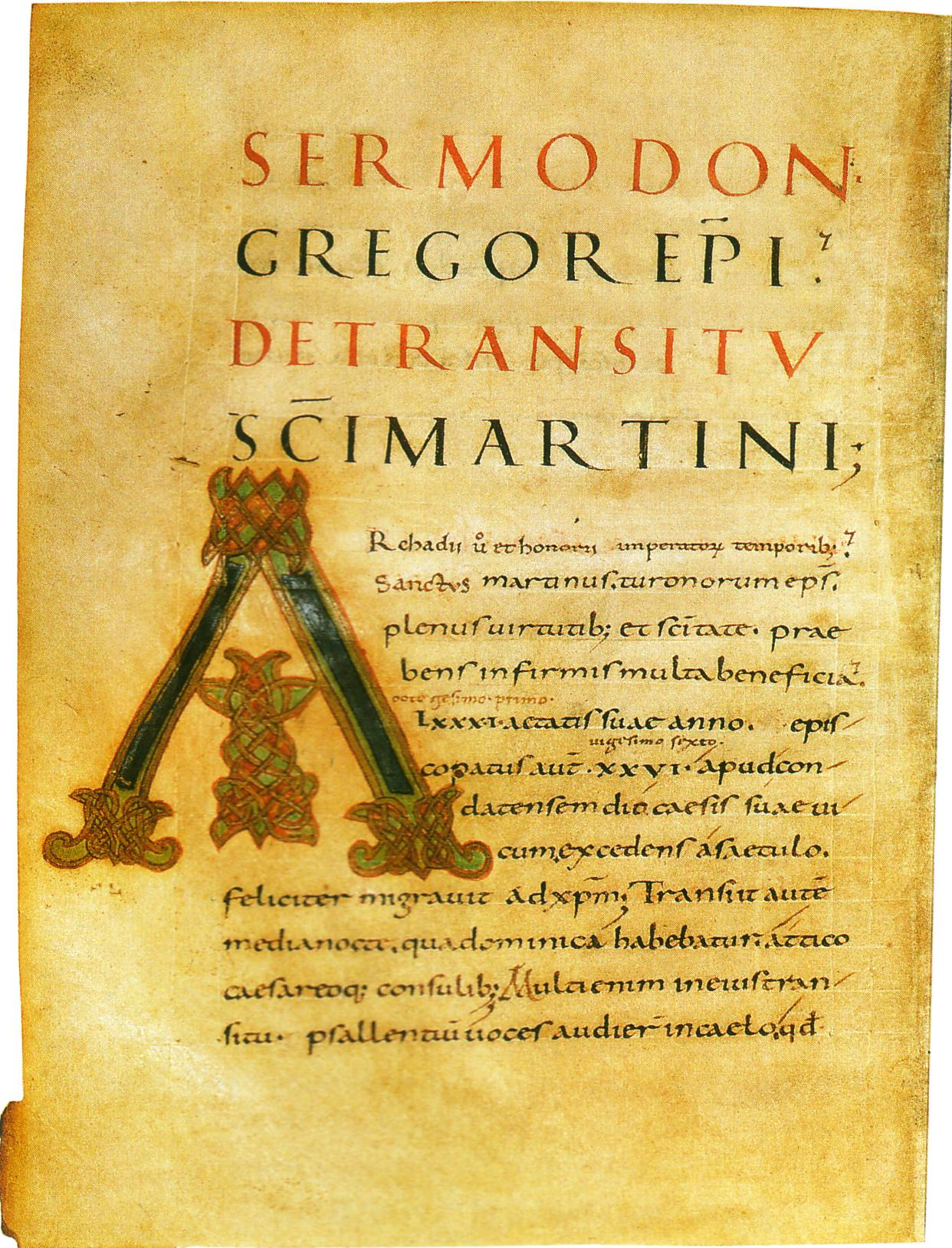
Vita sancti Martini, Житіє Святого Мартіна Турського

Також Григорій Турський залишив і декілька повістей про діяння святих, які на відміну від, насиченої фактами «Історії франків», насичені в основному розповідями про чудеса. Втім ці розповіді також стали цікавими для історії — як свідчення психології людей того часу.